# 煥昌鎮壽殿
煥昌鎮壽殿是臺灣臺南市學甲區煥昌聚落的角頭廟宇，位於傳統學甲十三庄學甲中社中的七塊厝(煥昌)，同時也是該聚落的角頭廟宇。原本是一間私人所開設的家壇，其後信徒增多且有建廟的提議，之後又成為煥昌聚落的角頭廟。主祀為五穀仙帝，陪祀有濟公禪師、觀音佛祖、天虎將軍、福德正神、太白金星、二聖娘娘、中壇元帥等神祇，因也是十三庄的7=47角頭之一，故而是學甲慈濟宮上白礁謁祖與學甲刈香的基本參與廟宇。其在慈濟宮的選舉區歸為中角選區，行政位置原是煥昌里，目前則歸屬於秀昌里境內。

## 建廟沿革
緣於1977年原居於新營市的賴清全，當時他是個經商的信徒，於學甲鎮經商，而其原本即已是新營鎮南殿的爐主，為了能每日向神明奉香之便，於是便迎請原本在老家供奉的鎮南殿神農大帝金身來學甲。只是因當時賴氏在學甲的住所無空間供俸神尊的地方，於是在奉祀初始之際，便只能將神祇供奉於住在當時新生里的友人（吳金龍）家中。然而，賴氏隔年（1978年）又因做生意之故再次遷至它地，因一方面要做生意又需兼顧著早晚的上香事宜，往返奉茶上香變得較為麻煩，所以又再次將神尊移請到同一里的友人莊瑞德家中供奉。
賴氏神農大帝起初的奉祀，僅僅是賴氏以及其友人吳金龍兩人，在吳金龍學甲市區所開設籠仔店家中的私人奉祀，初期也僅是為因客人及朋友的的要求與方便，供一般信眾或友人前來作問事而已。只是消息傳開後信眾便日益增多，日後為能讓信眾有效率地進行問事儀式，索性也請吳氏店裡的員工沈福來（新營人）來充當轎子跤。其後陰錯陽差在一機緣下，讓神農大帝解決了信眾中莊茂己兒子的一場危險後，信眾們又逐漸增加。
直到1979年賴氏在新營鎮南殿的爐主任期屆滿時，大帝的金身便須歸返回新營鎮南殿。此時神農大帝在學甲已累積一群信眾，在眾信徒的商議下，決定雕塑大帝金身以方便學甲地區的信徒參拜。1979年4月廿五日大帝金身雕成，並至新營鎮南殿祖廟進行開光點眼，只是當時仍然因尚未建廟，故而金身仍需供奉在賴氏友人莊瑞德的家中。礙於神尊供奉在私人家中有諸多不便，同年9月信徒12人便發起建廟提議，並暫時稱廟名為「鎮壽壇」，且在翌年（1980年）推選18人成立鎮壽壇管理委員會，同年5月鎮壽壇遷移到煥昌里的李國清住處供奉。
1982年時經玉皇上帝加封後，廟名再次更名並冠為玉勅鎮壽殿，並於同年的4月廿五日終於成立了鎮壽殿第一屆管理委員會，及至1985年4月廿五日改選第二屆管理委員會。在這段期間因仍未建廟，故大帝金身仍是供奉於李國清家中膜拜。管理委員會認為這可能造成屋主與信眾諸多不便，於是1987年8月便倡議興建廟宇予以解決，同年11月選出了數名的鎮壽殿興建委員會後，隨即便進行募貲籌劃興建事宜。於1988年正月動工興建，同年便完成廟宇的建設，便於4月廿五日擇吉舉行慶成安座大典。只是今日的鎮壽殿外觀雖有廟宇的格局，其整個建築還是為家壇形式，並無如宮殿般的屋頂樑柱樣式。 

## 軼事
鎮壽殿雖是一間私人所設立的廟宇，然而卻成為煥昌聚落的角頭廟，此外廟方也響應社會公益愛心的觀念，抱著取之社會、用之社會的理念，每年都會利用農曆7月中元普渡時購買大批的民生物資，並發現給學甲區境內的低收入戶，讓民眾們感受到神恩的溫暖舉動。另也因廟前有一塊較大的廟埕廣場，於是又配合學甲警察分局、交通大隊及麻豆監理站等公部門單位，舉辦「防禦駕駛及大型車內輪差宣導活動」，提供警方作為大型車模擬體驗場地，讓社區居民及長者們了解視覺死角及內輪差的交通危險性，以防制一些交通事故的發生。

## 相片

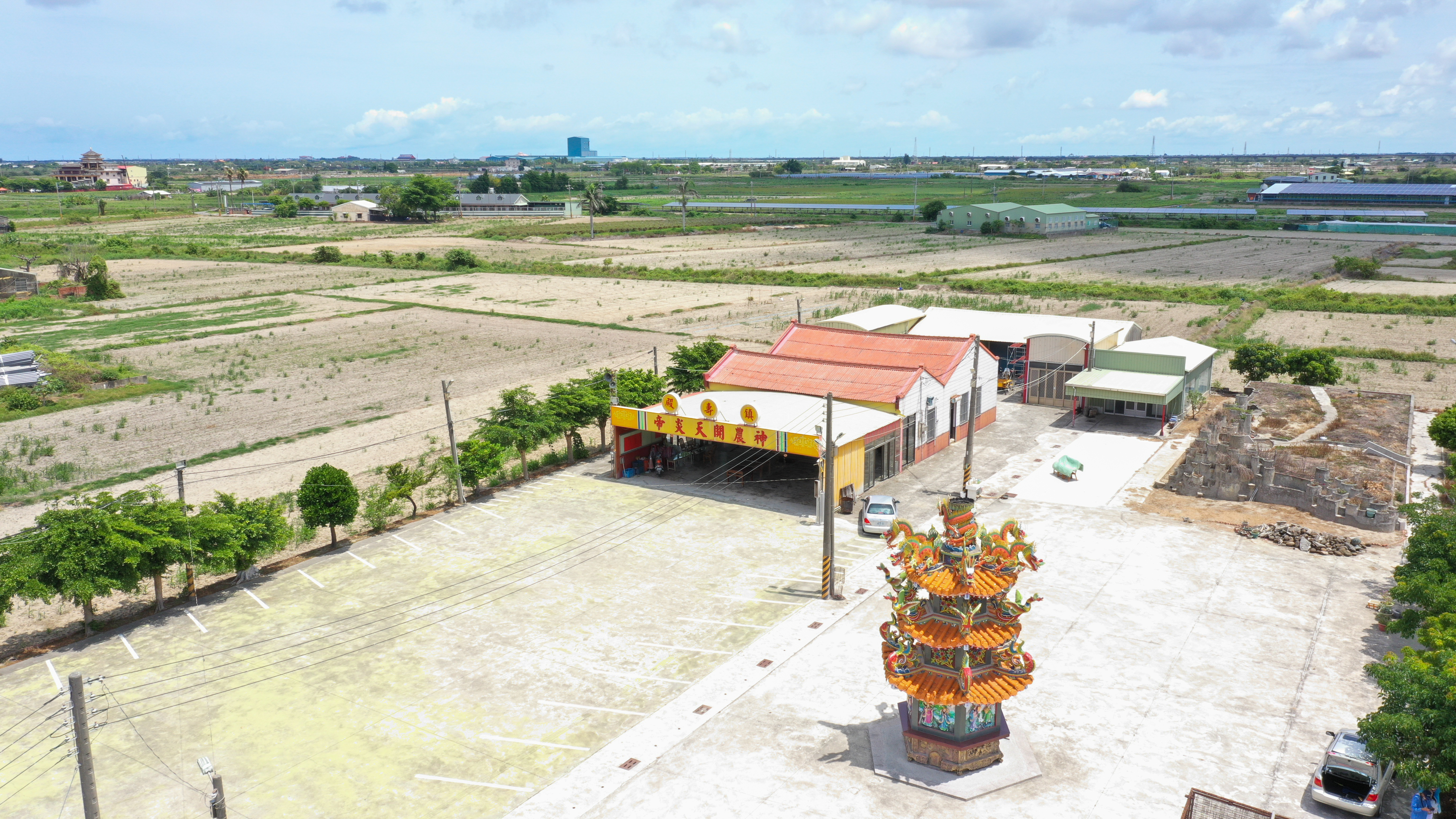
鎮壽殿-側面鳥瞰
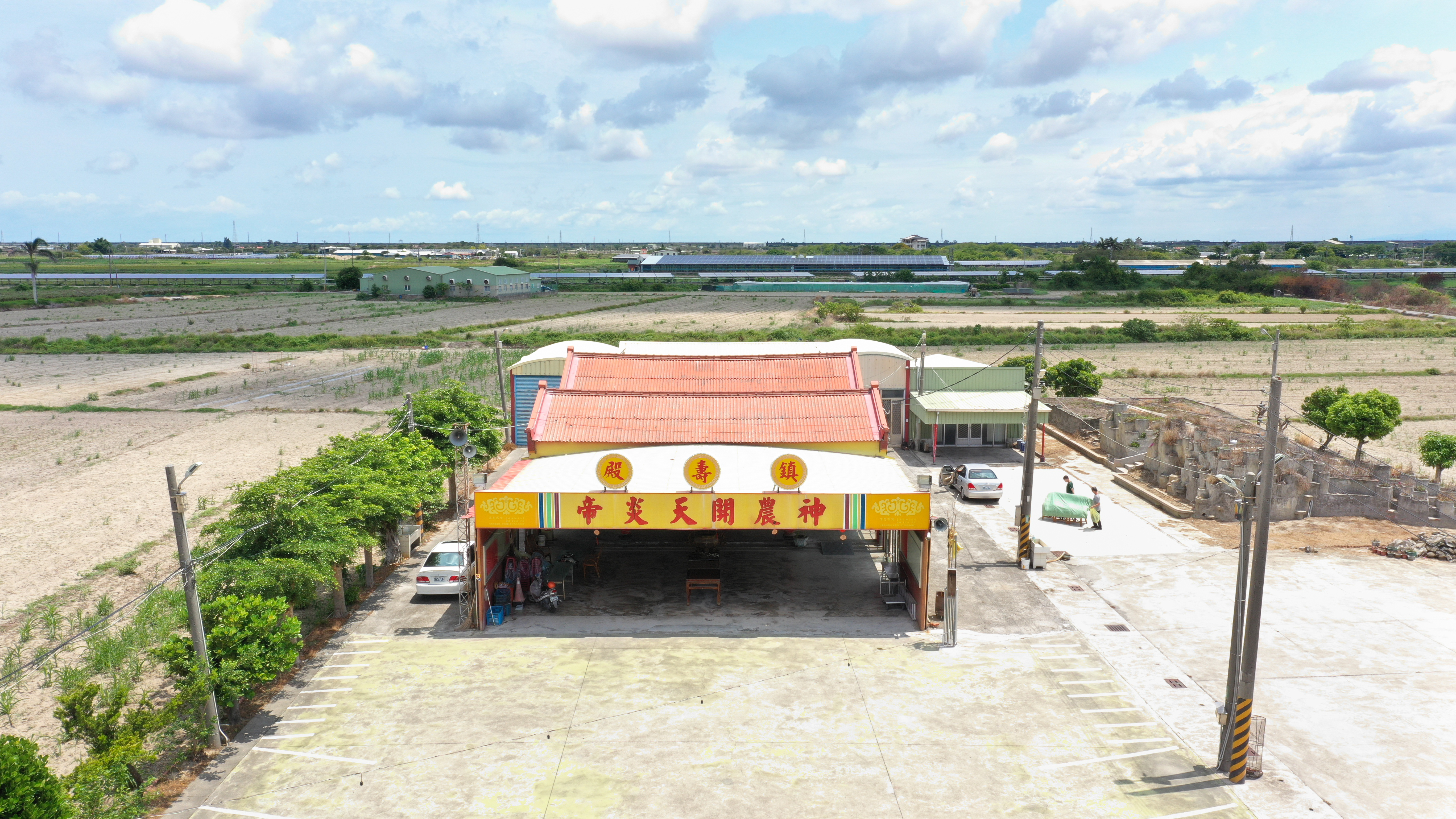
正面及廟庭廣場鳥瞰
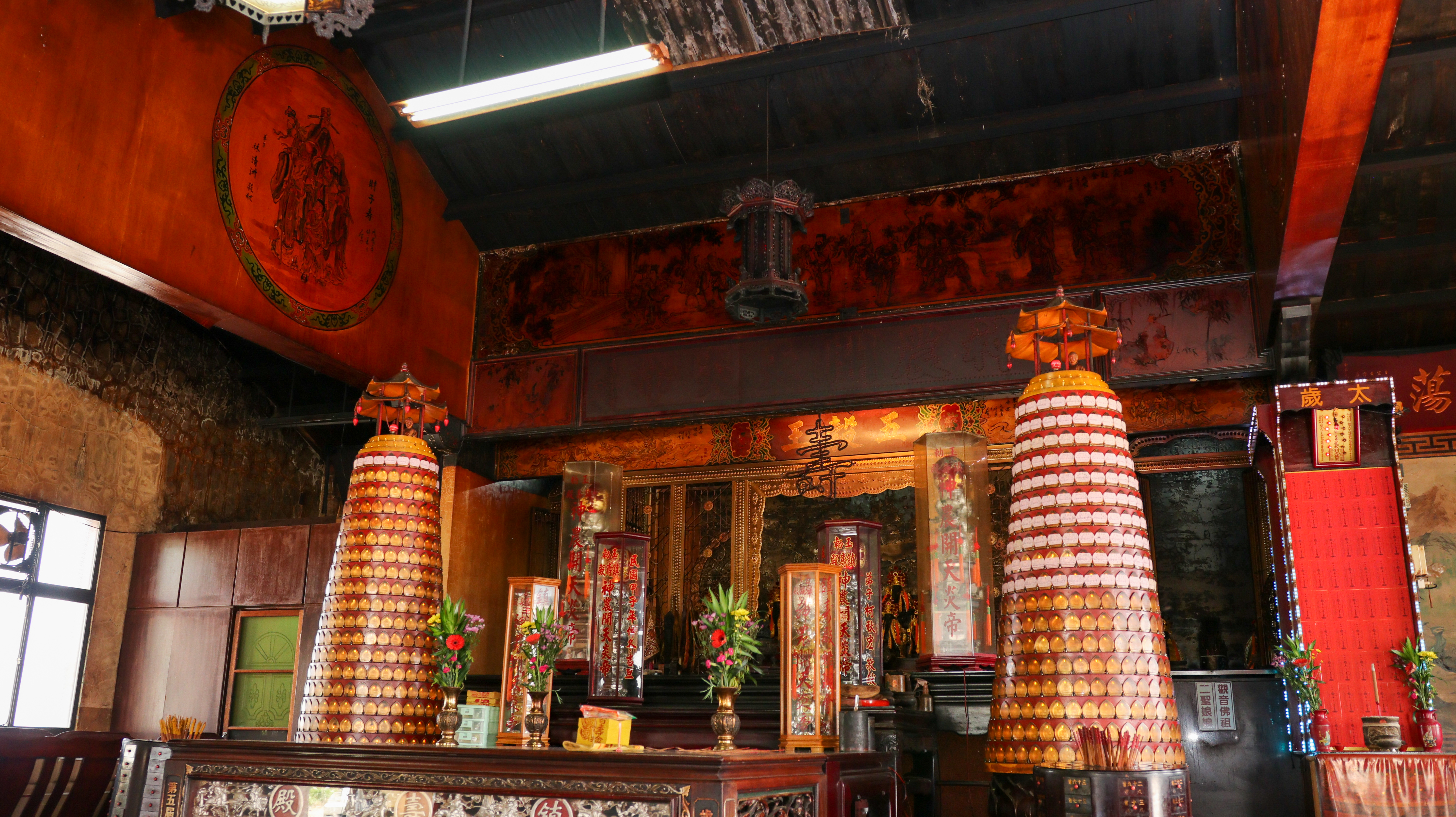
殿內萬年燈及光明燈
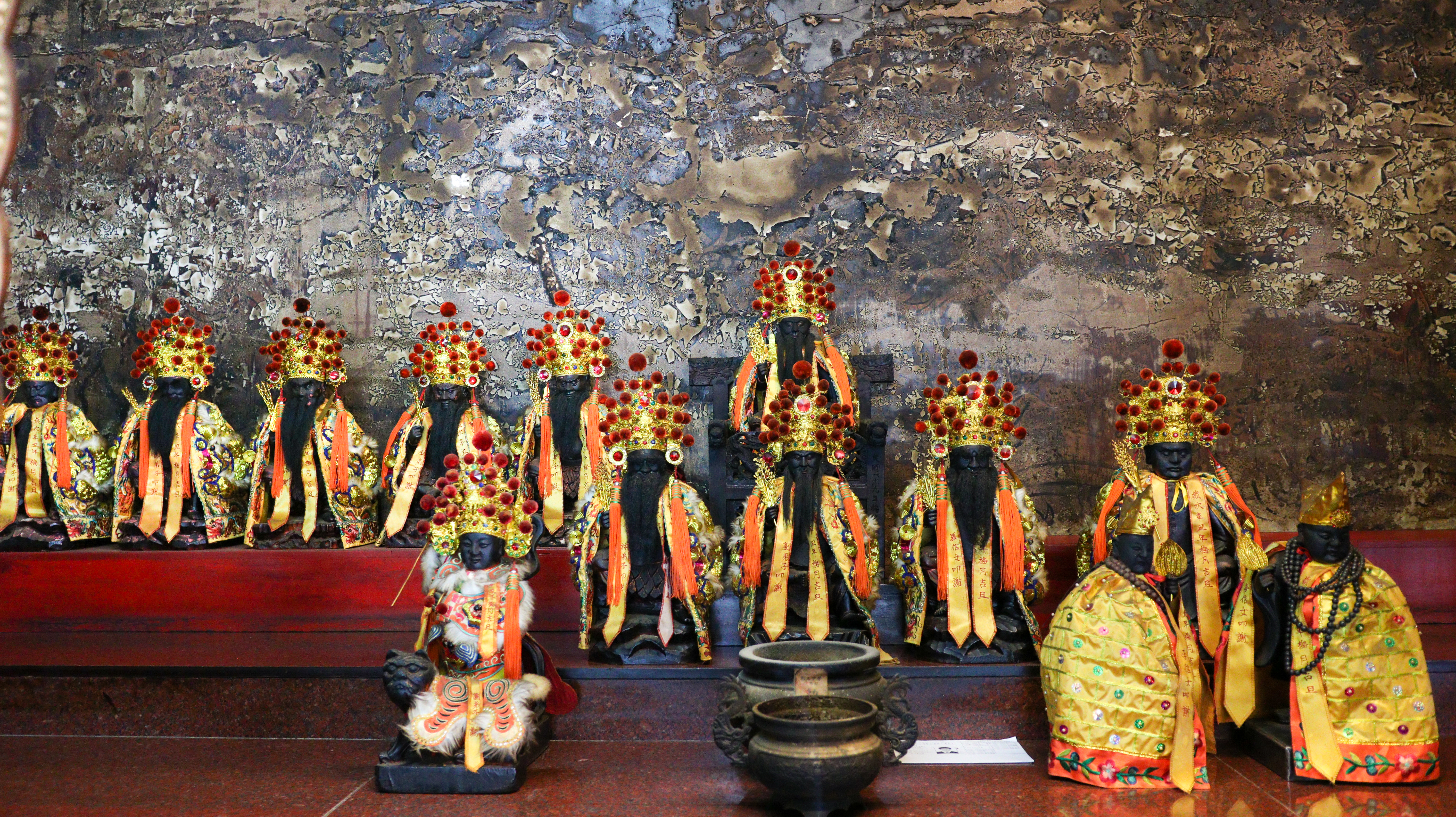
神龕上的眾神祇